# Que justice soit faite
Pour plus de détails, voir Fiche technique et Distribution.
Que justice soit faite ou Un honnête citoyen au Québec (Law Abiding Citizen) est un film américain réalisé par F. Gary Gray et sorti en 2009.

## Synopsis
Clyde Alexander Shelton est un ingénieur en construction vivant à Philadelphie. Il assiste aux viols et meurtres de son épouse et de sa fille par deux voleurs, Rupert Ames et Clarence Darby. Le jeune procureur chargé de l'affaire, Nick Rice, se soucie particulièrement des bons résultats du département pour lequel il travaille. Il garde un œil sur le taux de condamnation, qui est de 96 %. Une des techniques utilisées est de passer des marchés avec les accusés qui plaident ainsi coupables pour réduire leur peine. Darby passe ainsi un marché avec Rice : il témoigne contre Ames, qui est condamné à mort, en échange de seulement quelques années de prison. Très déçu du déroulement de l'affaire, Clyde Shelton va préparer sa vengeance pendant près de dix ans. Il va élaborer un plan destiné à se venger des deux meurtriers et à donner une leçon aux personnes travaillant pour la justice.
Il commence sa vengeance avec Ames dont l'exécution doit avoir lieu : il intervertit un des produits utilisés pour l'injection létale dans le but que la mort soit très douloureuse. Il capture ensuite Darby, le principal responsable du meurtre de son épouse et de sa fille en se déguisant en policier et l'emmène à un endroit désaffecté pour le torturer jusqu'à ce qu'il meure, en filmant la scène. Il envoie la vidéo à Rice et est rapidement arrêté. Il a enterré vivant l'avocat qui avait défendu Darby à l'avance. Un marché est conclu avec Rice, qui ne le respecte pas complètement, ce qui provoque la mort de l'avocat par asphyxie. Il assassine ensuite le prisonnier qui partage sa cellule avec un os de steak pour se retrouver en isolement. La juge qui avait participé au procès de Darby et Ames est la victime suivante : son téléphone portable piégé lui inflige une blessure mortelle à la tête, sous les yeux de Rice et du procureur général Jonas Cantrell. Les voitures de plusieurs collègues de Rice, dont celle de son assistante, Sarah, explosent sur le parking de la prison, tuant leurs passagers. Après les funérailles de Sarah, un robot de déminage télécommandé muni d'une mitraillette et d'un lance-roquettes, crible de balle, puis tire un missile sur la voiture de Jonas, tuant tous ses occupants.
Une piste que suit Rice porte ses fruits, et il arrive à identifier de manière illégale plusieurs propriétés qui appartiennent à Shelton. Dans une propriété jouxtant la prison, il découvre un tunnel qui est relié à de nombreuses cellules, dont celle où est confiné Shelton. Le souterrain abrite un arsenal à fabriquer des bombes et une penderie remplie de déguisements se trouvent également dans le bunker. Il déjoue la suite du plan : une puissante bombe au napalm est placée sous la salle de réunion où se rend la mairesse et des hauts fonctionnaires. Il ramène la bombe dans la cellule de Shelton, sous le lit. Ainsi, lorsque Shelton déclenche la mise à feu de la bombe, il se tue lui-même. Rice décide finalement de ne plus jamais faire de marché avec les meurtriers afin d'assurer une victoire procédurale et le taux de condamnation.

## Fiche technique
Sauf indication contraire, les informations mentionnées dans cette section peuvent être confirmées par la base de données cinématographiques IMDb,  présente dans la section « Liens externes ».
- Titre original : Law Abiding Citizen
- Titre français : Que justice soit faite
- Titre québécois : Un honnête citoyen
- Réalisation : F. Gary Gray
- Scénario : Kurt Wimmer
- Musique : Brian Tyler
- Direction artistique : Jesse Rosenthal
- Décors : Alex Hajdu
- Costumes : Jeffrey Kurland
- Photographie : Jonathan Sela
- Production : Gerard Butler, Lucas Foster, Mark Gill, Alan Siegel, Kurt Wimmer, Michael Goguen (exécutif), Robert Katz (exécutif), Neil Sacker (exécutif)
- Sociétés de production : The Film Department, Evil Twins
- Distribution : Overture Films (États-Unis), Wild Bunch (France)
- Budget : 50 millions de dollars
- Pays de production :  États-Unis
- Langue originale : anglais
- Format : couleurs - 35 mm - 1,85:1 - Dolby Digital
- Genre : thriller
- Durée : 118 minutes
- Dates de sortie[2] :
  - États-Unis : 16 octobre 2009
  - France : 10 avril 2010 (festival de Beaune)
  - France : 22 décembre 2010
- Classification[3] :
  - États-Unis : R
  - France : interdit aux moins de 12 ans avec avertissement

## Distribution
- Gerard Butler (VF : Marc Saez[4] ; VQ : Louis-Philippe Dandenault) : Clyde Alexander Shelton, ingénieur en construction
- Jamie Foxx (VF : Julien Kramer ; VQ : Pierre Auger) : le procureur Nick Rice
- Leslie Bibb (VF : Charlotte Valandrey ; VQ : Annie Girard) : Sarah Lowell
- Josh Stewart (VF : Emmanuel Karsen) : Rupert Ames
- Regina Hall (VF : Laurence Colussi ; VQ : Hélène Mondoux) : Kelly Rice
- Annie Corley (VQ : Danièle Panneton) : la juge Laura Burch
- Bruce McGill (VF : Marc Alfos ; VQ : Mario Desmarais) : Jonas Cantrell
- Christian Stolte (VF : Gérard Sergue[4] ; VQ : Frédéric Desager) : Clarence Darby
- Viola Davis (VF : Dominique Wenta ; VQ : Sophie Faucher) : la maire de Philadelphie
- Michael Kelly : Bray
- Colm Meaney (VF : Gilbert Lévy[4] ; VQ : Manuel Tadros) : le détective Dunnigan
- Gregory Itzin (VF : Bernard Alane ; VQ : Jacques Lavallée) : M. Iger, directeur de la prison
- Michael Irby (VF : Philippe Bozo) : l'inspecteur Garza
- Richard Portnow (VF : Bernard-Pierre Donnadieu) : Bill Reynolds
- F. Gary Gray : un inspecteur de police (caméo)

## Production
Frank Darabont était un temps lié au film comme réalisateur avant de quitter le projet pour divergences artistiques.
Gerard Butler devait à l'origine incarner Nick Rice jusqu'à ce que Jamie Foxx contacte les producteurs et demande le rôle de Nick Rice car le personnage lui plaisait. Gerard Butler est alors d'accord pour échanger et prendre celui de Clyde Alexander Shelton. Jamie Foxx a ensuite personnellement contacté F. Gary Gray pour qu'il réalise le film
Le tournage a lieu en Pennsylvanie. Il se déroule principalement à Philadelphie (Philadelphia City Hall, Holmesburg Prison (en), Girard Point Bridge (en), Laurel Hill Cemetery (en)...) ainsi qu'à Glen Mills

## Accueil

### Box-office
- États-Unis : 73 357 727 $[8]
- France : 235 213 entrées[9]
- Mondial : 126 690 726 $[8]